# Intercambiador Doi
El intercambiador Doli (土居インターチェンジ Doi-intāchenji?), es un intercambiador que se encuentra en lo que fue el pueblo de Doi (actualmente forma parte de la ciudad de Shikokuchuo) de la prefectura de Ehime. Es el segundo intercambiador de la autovía de Matsuyama viniendo desde la prefectura de Kagawa.

## Características
Fueron junto al contiguo intercambiador Mishima-Kawanoe los primeros intercambiadores de la región de Shikoku. Los dos intercambiadores fueron inaugurados en simultáneo con el tramo de la autovía de Matsuyama que se extiende entre ambos, siendo inaugurada el 27 de marzo de 1985.

## Cruces importantes
- Ruta Nacional 11

## Intercambiador anterior y posterior
- Autovía de Matsuyama

Intercambiador Mishima Kawanoe << Intercambiador Doi >> Intercambiador Niihama